# Powiat drysieński

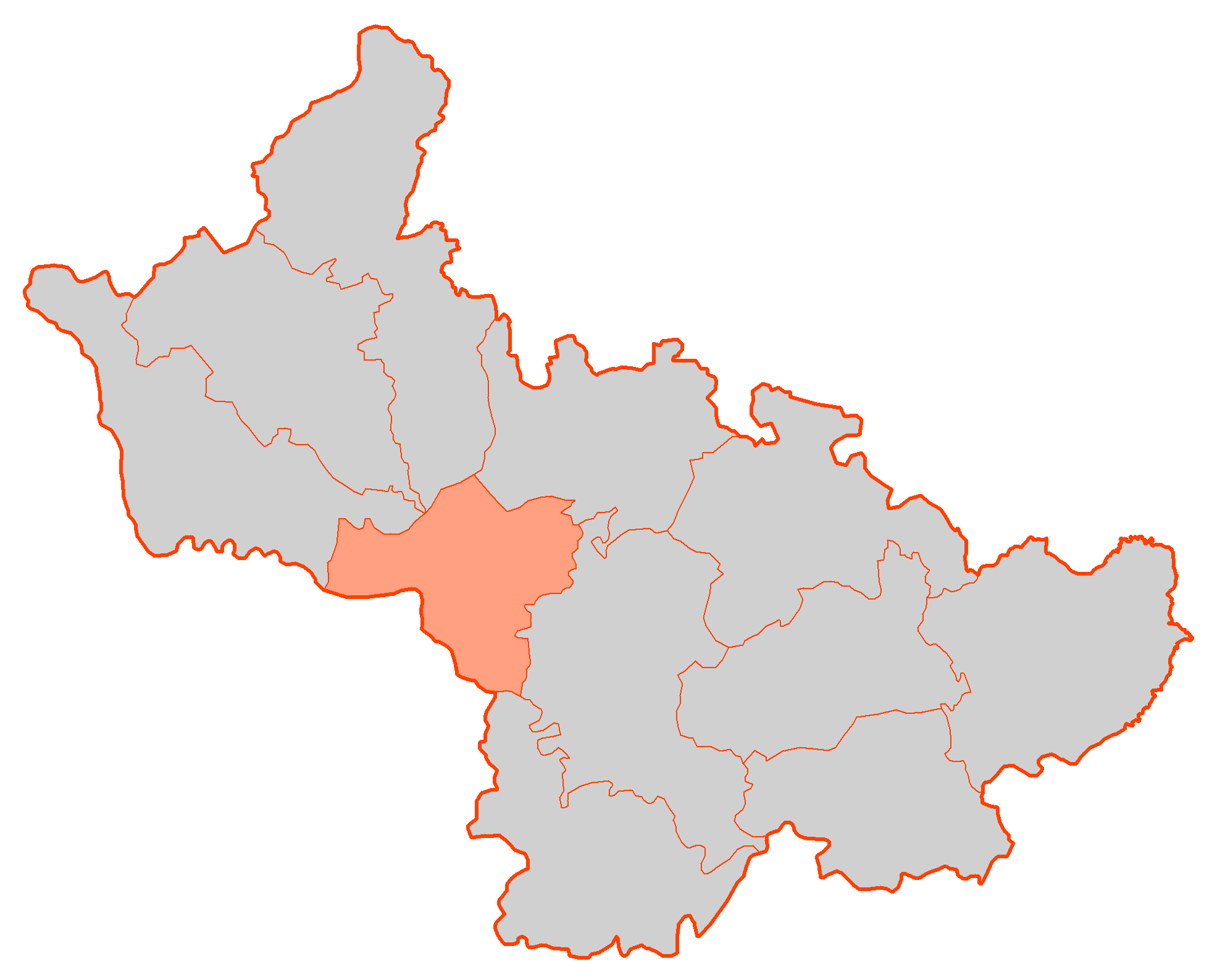
Powiat Drysieński na mapie obwodu Witebskiego

Powiat lub ujezd drysieński (dryssieński) – dawny powiat guberni witebskiej. Na jego miejscu istnieje obecnie rejon wierchniedźwiński na Białorusi.

## Wzmianka słownikowa z 1880
Powiat Dryssieński należy do liczby tak zwanych. inflanckich pow. gub. wit., które są daleke żyźniejsze i we wszystko w ogóle lepiej uposażone od pozostałych siedmiu pow. noszących miano: białoruskich. Powiat ten ma 2647 w. kw. razI., dzieli się na 3 ucząstki policyjne (stany), 16 gmin włośriańskich; miejscowości zaludnionych w pow. Dr. 1385, w nich ogółem 6317 domów. ludność ogólna 
wynosi 73147; główną ilość stanowią Białorusy. Łotyszów w całym pow. tylko 171; żydow 5552. Białorusy, zaludniający pow. dryski są przeważnie wyznania prawosławnego (katolików w całym pow. 13,500; według rubryceli 27924), mówią oni narzeczem białoruskiem, stanowiącem niejako przejście od mowy wielkorossyjskiej do narzecza ukraińskiego i mowy polskiej. Przemysł fabryczny W pow. Dr. żaden prawie. Z rzek ważniejsze są Dźwina zach. i Dryssa; z jeziór: (wszystkich 85) Oświejskie, Lisno, Długie i Białe; dwa pierwsze leżą w północncj części pow. Komunikacyjne środki stanowią rzeki spławne: Dżwina, Dryssa a za główny ruch komunikacyi służy przeżynająca pow. kolej żelazna dynebursko-witebska. Blisko miasta D. w lesie było niegdyś mko Konarzewo, założone około 1648 przez Jana Konarzewskiego i przez Jana Kazimierza przywilejem miejskim obdarzone. W wojnie zniszczeniu uległo i już nie odbudowane. Marszałkami szlachty powiatu drysieńskiego bywali; Chrapowiccy, Hłaskowie, Korsaki, Łopacińscy, Szczyttowie i Szadurscy. F. G. 

## Współczesność
Obecnie powiat znajduje się w większej części na terenie Białorusi jako rejon wierchniedźwiński. Trzy jego gminy weszły w 1920 w całości lub częściowo w skład Republiki Łotewskiej (Pustyń, Szuszki i Wojewody).